# 1967

## Події

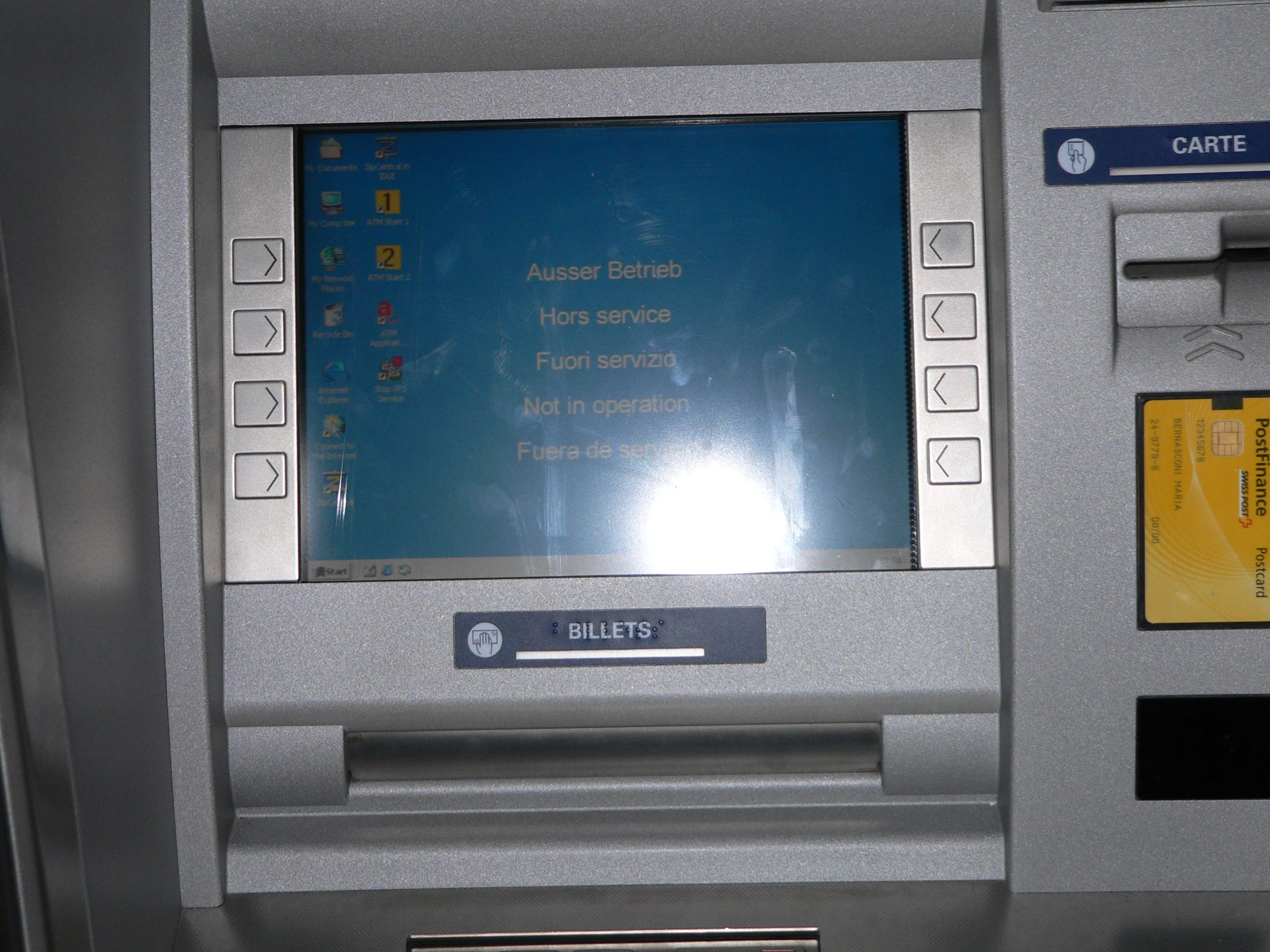
Банкомат

- 1 січня — Бельгія розпочала головування в Раді ЄС[1].
- 27 січня — Під час репетиції польоту на місяць американський корабель Аполлон-1 мав пожежу. Всі члени екіпажу — Гас Гріссом, Едвард Вайт та Роджер Чаффі загинули.
- 1 лютого — у Детройті (США) вийшло перше число українського часопису «Дітройтські новини».
- 24 квітня — При експериментальному космічному польоті Союз-1 при поверненні на Землю загинув Володимир Комаров. Москва замовчувала цей факт 13 годин.
- червень — Перший цілодобовий банкомат з'явився у відділенні банку «Barclay's» на півночі Лондона (винахід Джон Шеперд-Баррон).
- 5 червня почалася, так звана, шестиденна війна, конфлікт між Ізраїлем, Сирією, Іраком, Йорданією, Єгиптом.Територія, яка була під контролем Ізраїлю до та після Шестиденної війни

Територія, яка була під контролем Ізраїлю до та після Шестиденної війни

- 8 червня — повітряними та морськими силами Ізраїля заатакований американський корабель «ЮСС Либерті»(USS Liberty) у Середземному морі, який спостерігав за воєнними діями в регіоні. Загинуло 37,отримали поранення 173 американця. В офіційному пробаченні Ізраїль зазначив, що судно було прийнято за єгипетське.
- 1 липня — Федеративна Республіка Німеччина розпочала головування в Раді ЄС[1].
- 1 жовтня — Індія здобуває перемогу в сутичках Нату-Ла і Чо-Ла.
- 3 грудня — перша у світі пересадка серця людини

## Народились
див. також Категорія:Народились 1967
- 10 лютого — Вінс Гілліган, американський сценарист, режисер і продюсер
- 18 лютого — Роберто Баджо, італійський футболіст
- 19 лютого — Бенісіо дель Торо, пуерто-риканський кіноактор
- 20 лютого — Курт Кобейн, американський рок-музикант, співак (Nirvana)
- 2 березня — Стальчук Олег, український актор театру, кіно та дубляжу, телеведучий.
- 17 березня — Біллі Корган, американський рок-музикант, соліст гурту «Smashing Pumpkins»
- 21 березня — Кіт Палмер, англійський рок-музикант (Prodigy)
- 21 березня — Йонас, шведський музикант, співак (Ace of Base)
- 5 квітня — Коваленко Юрій, професійний український актор-імітатор голосів, іноземних мов та звуків.
- 7 квітня — Вітович Олег, український політик.
- 30 квітня — Кіркоров Філіп Бедросович, радянський і російський естрадний співак, актор, композитор, продюсер та артист.
- 23 травня — Філ Селвей, ударник гурту Radiohead
- 29 травня — Ноел Галлахер, гітарист англійської гурту Oasis
- 8 червня — Нейл Мітчел, рок-музикант, клавішник Wet, Wet, Wet.
- 10 червня — Роман Недзельський, український продюсер, генеральний директор Національного палацу мистецтв «Україна».
- 20 червня — Ніколь Кідман, австралійська акторка
- 1 липня — Памела Андерсон, канадська порнозірка, модель, акторка
- 16 липня — Вілл Феррелл, американський актор комедійного амплуа.
- 18 липня — Він Дізель, американський актор, сценарист, кінорежисер і продюсер.
- 24 липня — Брати Капранови, українські письменники, видавці, публіцисти.
- 25 липня — Метт Леблан, американський актор
- 26 липня — Джейсон Стейтем, англійський актор.
- 19 серпня — Деркач Андрій Леонідович, український політик
- 21 серпня — Керрі-Енн Мосс, канадська акторка
- 22 серпня — Лейн Стейлі, американський музикант, та співзасновник гурту Alice In Chains
- 29 серпня — Їржі Ружек, чеський фотограф мистецтва
- 2 вересня — Остап Ступка, український актор театру, кіно та дубляжу, телеведучий.
- 7 жовтня — Тоні Брекстон, американська поп-співачка.
- 28 жовтня — Джулія Робертс, американська кіноакторка.
- 3 листопада — Микола Мільчев, український спортсмен (стрілецький спорт), олімпійський чемпіон.
- 4 листопада — Олена Садовнича, українська лучниця, призер Олімпійських ігор.
- 14 листопада — Войчук Михайло, український актор театру, кіно та дубляжу, диктор, телерадіоведучий.
- 22 листопада — Борис Бекер, німецький тенісист.
- 28 листопада — Анна Ніколь Сміт, американська фотомодель
- 21 грудня — Саакашвілі Михайло Ніколозович, 3-й президент Грузії.

## Померли
Див. також Категорія:Померли 1967
- 24 квітня — Володимир Комаров, радянський космонавт, двічі Герой Радянського Союзу
- 22 травня — Ленгстон Г'юз, американський поет, прозаїк, драматург
- 17 липня — Джон Колтрейн, американський джазовий саксофоніст та композитор
- 16 вересня — Павло Тичина, український поет, міністр освіти УРСР, Голова Верховної Ради УРСР
- 3 жовтня — Пінто Колвіг, американський актор та клоун.
- 9 жовтня — Ернесто Че Гевара, латиноамериканський революціонер, загинув у Болівії.
- 10 грудня — Отіс Реддінг, американський соул співак
- 11 грудня — Сидір Ковпак, керівник партизанських загонів в Україні, двічі Герой Радянського Союзу (1942, 1944)

## Нобелівська премія
- з фізики: Ганс Бете — «За внесок у теорію ядерних реакцій, особливо за відкриття, що стосуються джерел енергії зірок»
- з хімії: Манфред Ейген — «За дослідження екстремально швидких хімічних реакцій, що стимулюються порушенням рівноваги за допомогою дуже коротких імпульсів енергії»; Роналд Джордж Рейфорд Норріш та Джордж Портер — «За проведене ними дослідження надшвидких хімічних реакцій за допомогою зсуву молекулярної рівноваги дуже коротким імпульсом»
- з медицини та фізіології: Рагнар Граніт, Голден Гартлайн та Валд Георг — «За відкриття, пов'язанні з первинними фізіологічними й хімічними зоровими процесами в оці»
- з літератури: Мігель Анхель Астуріас — гватемальський письменник, представник магічного реалізму
- премія миру: Премію не присуджували

## Шевченківська премія
- Івченко Віктор за ігровий фільм «Гадюка».